# Berea (Lesoto)
Berea é um dos 10 distritos do Lesoto, sua capital é a cidade de Teyateyaneng.
Berea faz divisa com os distritos de Leribe ao norte, Thaba-Tseka a leste, Maseru ao sul e com a África do Sul, com a província do Estado Livre, a oeste.

## Demografia
| 1966    | 1976    | 1986    | 1996    | 2006    |
| 118.248 | 146.124 | 148.794 | 240.754 | 250.006 |